# Pallavolo Palermo 2001-2002
Questa voce raccoglie le informazioni riguardanti la Pallavolo Palermo nelle competizioni ufficiali della stagione 2001-2002.

## Organigramma societario
Area tecnica
- Allenatore: Pang Wu Qiang

Area sanitaria
- Medico: Silvano Maggio
- Fisioterapista: Francesco Dragotta
- Preparatore atletico: Antonio Selvaggio

## Rosa
| N° | Nome                | Ruolo | Data di nascita  | Nazionalità sportiva |
| -- | ------------------- | ----- | ---------------- | -------------------- |
| 1  | Mirela Sesti        | L     | 25 ottobre 1966  | Italia               |
| 2  | Elena Butnaru       | C     | 27 aprile 1975   | Romania              |
| 3  | Pan When Li         | S     | 2 gennaio 1969   | Cina                 |
| 4  | Monique Adams       | S     | 7 febbraio 1970  | Stati Uniti          |
| 5  | Milena Pantović     | C     | 14 ottobre 1979  | Serbia e Montenegro  |
| 6  | Ana Paula Mancino   | P     | 22 novembre 1971 | Italia               |
| 7  | Tat'jana Men'šova   | S     | 13 gennaio 1970  | Italia               |
| 8  | Anna Bo             | P     | 5 marzo 1974     | Italia               |
| 9  | Olessia Karalious   | S     | 30 marzo 1973    | Russia               |
| 10 | Eva Stepanciková    | P     | 11 dicembre 1972 | Rep. Ceca            |
| 12 | Antonella Moltrasio | S     | 19 giugno 1986   | Italia               |
| 12 | Irma Lo Iacono      | L     | 20 agosto 1979   | Italia               |
| 13 | Michaela Večerková  | C     | 21 aprile 1973   | Rep. Ceca            |
| 14 | Nuris Arias         | O     | 20 maggio 1973   | Rep. Dominicana      |
| 15 | Natalia Bozhenova   | C     | 15 gennaio 1969  | Ucraina              |